# Alicia García-Herrero
Alicia García Herrero (España, 1968) es una economista e investigadora española y directora jefe de economía para Asia-Pacífico en el banco de inversión francesa Natixis desde junio de 2015. Además de su trabajo como delegada en Asia, es académica y ha trabajado en Bruegel, un Think tank con sede en Bruselas. Es profesora en la Universidad de Hong Kong de Ciencia y Tecnología, además de Senior en Bruegel, e investigadora no residente en el Real Instituto Elcano. Alicia es también miembro del consejo consultivo del Think tank sobre China, con sede en Berlín, MERICS.

## Trayectoria
García-Herrero estudió dos grados, uno en economía de Bocconi Universidad y otro en administración empresarial de la Universidad de Burgos. También dirigió estudios de licenciado en Economía Internacional en Instituto Kiel para la Economía Mundial y realizó el doctorado, un PhD en Economía de Universidad de Washington del George.
García-Herrero trabajó en BBVA como economista jefe para desarrollar los mercados que centrados en asuntos económicos europeos y asiáticos, y temas financieros. Con anterioridad, fue una miembro del Programa Asiático de Investigación del Banco de Pagos Internacionales. También fue miembro del Consejo del Banco Central europeo, en el Consejo Director Ejecutivo y así como en el Fondo Monetario Internacional y en el Banco de España.
Con respecto a posiciones académicas anteriores, García-Herrero  fue miembro académico visitante de CEIBS (China), profesor adjunto en Lingnan Universidad (HKSAR),  profesor visitante en Johns Hopkins University (Italia), investigadora becada en el Real Instituto Elcano, profesora ayudante en la Universidad Carlos III de Madrid (España), y profesora asociada en la Universidad Autónoma de Madrid (España).
Sus áreas de investigación abarcan desde asuntos financieros y bancarios, a política monetaria con una atención especial a los mercados emergentes. También ha dirigido y realizado investigaciones extensas sobre China y su impacto en el resto del mundo. Además, García Herrero lleva a cabo funciones de consultoría para diferentes instituciones como la Autoridad Monetaria de Hong Kong, el Banco Asiático de Desarrollo, y la Comisión Europea. Es miembro del Consejo Directivo del Foro de Hong Kong y cofundadora de Bright Hong Kong.
García Herrero ha publicado muchos artículos en libros y revistas académicos. Sus trabajos de investigación y opinión están publicados en medios de comunicación, como por ejemplo en Bloomberg, CNBC, CNN, Reuters, el Tiempo Financiero y Forbes.

### Asia
Como residente en Hong Kong y experta en Asia, García publica numerosos artículos y realiza entrevistas sobre la economía China y su influencia en las relaciones internacionales. Además analiza la situación económica de España con esta visión.

## Publicaciones
- Lopez-Marmolejo, Arnoldo; Girardin, Eric; Garcia-Herrero, Alicia (10 de enero de 2019). «Mexico's Monetary Policy Communication and Money Markets». International Journal of Economics and Finance (en inglés) 11 (2): 81. ISSN 1916-971X. doi:10.5539/ijef.v11n2p81.
- Gonzalez, Hermann; Girardin, Eric; Garcia-Herrero, Alicia (27 de abril de 2017). «Analyzing the Impact of Monetary Policy on Financial Markets in Chile». Revista de Análisis Económico – Economic Analysis Review (en inglés) 32 (1): 3-22. ISSN 0718-8870. doi:10.4067/S0718-88702017000100003.
- Turégano, David Martínez; Herrero, Alicia García (8 de noviembre de 2017). «Financial inclusion, rather than size, is the key to tackling income inequality». The Singapore Economic Review 63 (1): 167-184. ISSN 0217-5908. doi:10.1142/S0217590818410047.
- Herrero, Alicia Garcia; Xu, Jianwei (2017). «China's Belt and Road Initiative: Can Europe Expect Trade Gains?». China & World Economy (en inglés) 25 (6): 84-99. ISSN 1749-124X. doi:10.1111/cwe.12222.
- Santos, Enestor Dos; Girardin, Eric; García-Herrero, Alicia (10 de mayo de 2017). «Do as I Do, and Also as I Say: Monetary Policy Impact on Brazil's Financial Markets». Economía (en inglés) 17 (2): 65-92. ISSN 1533-6239.
- Garcia-Herrero, Alicia; SoledadMartínez Pería, Maria (2007). «The mix of international banks' foreign claims: Determinants and implications». Journal of Banking & Finance 31 (6): 1613-1631. doi:10.1016/j.jbankfin.2006.11.002.
- Garcia-Herrero, Alicia; Terada-Hagiwara, Akiko (2007). «Do Asian investors rebalance their portfolios and what are the consequences?». Journal of Asian Economics 18: 195-216. doi:10.1016/j.asieco.2006.12.008.
- Garcia-Herrero, Alicia; Santabarbara, Daniel (2007). «Does China have an impact on foreign direct investment to Latin America?». China Economic Review 18 (3): 266-286. doi:10.1016/j.chieco.2007.02.005.